# Basshunter
Ю́нас Э́рик О́лтберг (швед. Jonas Erik Altberg; род. 22 декабря 1984 в г. Хальмстад, Швеция), более известный под псевдонимом Basshunter [Бэйсхантер] — шведский певец, продюсер и диджей.

## Биография

### Юность
Юнас Олтбрег родился в Хальмстаде, Швеция в семье Карла Йорана Олтбрега и Гунхильды Элизабет Олтбрег(скончалась в 2016 году) . У него есть младший брат, Йоаким. Его мать была учительницей и директором средней школы, а также представителем профсоюза шведских учителей. Его отец работал в строительной компании. Олтбрег сначала пошел в среднюю школу Kattegattgymnasiet. Однако, затем он переехал в среднюю школу Sturegymnasiet в Хальмстаде и стал изучать музыку. Он также учился в колледже, но не закончил его. В 1998 году он начал петь в хоре, которым руководила его мать. Он также пел в рок-группе, где познакомился с экспериментальной музыкой.

### Карьера
Начал свою музыкальную деятельность под псевдонимом Basshunter в 2001 году, для создания своих первых песен использовал программу «Fruity Loops». Перед тем как с ним подписала контракт компания Warner Music, создал большое количество демо, распространявшихся через сеть Интернет.
Его первый студийный альбом, The Bassmachine, был выпущен 25 августа 2004 года.
Basshunter работает в жанре дэнскор и в других электронных направлениях. Зачастую его музыку путают с евродэнс. Приобрёл широкую популярность благодаря клипу «Boten Anna» и «Vi sitter i Ventrilo och spelar DotA» (кавер-версия композиции «Daddy DJ» одноимённой французской группы).
Широкую известность принесла музыканту песня «Boten Anna», выпущенная в марте 2006 года. Это была первая композиция на шведском языке, которая заняла топовые строчки в чартах многих стран Европы.  Позже была выпущена англоязычная версия композиции - «Now You’re Gone», которой удалось на протяжении многих недель лидировать в хит-парадах Великобритании и Америки, а одноимённый видеоклип стал самым просматриваемым на YouTube. На счету исполнителя четыре студийных альбома, в том числе хиты «Saturday», «Boten Anna», «All I Ever Wanted», «Every Morning» и многие другие.
На съёмки клипов «All I Ever Wanted», «Now You’re Gone», «Angel in the Night», «I Miss You», «Every Morning», «I Promised Myself» была приглашена известная ирано-норвежская модель Айлар Ли.
Сингл «Saturday» был выпущен 5 июля 2010 года, достиг 14-го места в новозеландском чарте и был сертифицирован золотым.
В июне 2013 года Basshunter представил свой новый сингл «Crash & Burn» с нового альбома Calling Time, выпущенного 13 мая 2013 на лейбле Gallo Record Company. Диск включает в себя 18 композиций.
Являясь одним из самых востребованных артистов на мировой танцевальной сцене, Basshunter никогда не прекращает свой гастрольный тур. В 2013 году он уже выступил в Ирландии, Англии, США, Австралии и Европе, а 13 июля посетил Москву, приняв участие в грандиозном open-air Europa Plus Live.
20 ноября 2013 года был выпущен сингл «Elinor». 25 ноября 2014 года Basshunter сообщил о записи нового альбома. В 2015 году он написал песню «Mange kommer hem till dig» для группы Mange Makers. 19 октября 2018 года был выпущен сингл «Masterpiece». Сингл «Home» был выпущен 27 сентября 2019 года. Следующий сингл «Angels Ain't Listening» был выпущен 29 мая 2020 года.

### Личная жизнь
Является поклонником таких видеоигр, как Warcraft III: The Frozen Throne , EVE Online и Dota 2, а также гитар. Он страдает синдромом Туретта.
Во время своего участия в реалити-шоу Celebrity Big Brother он был в отношениях с Екатериной Ивановой.
19 января 2017 года женился на Тине Махии Хаяцаде после трех лет отношений. Свадьба состоялась в Дубае.
10 декабря 2010 года полиция Файфа предъявила ему обвинение в сексуальном насилии над двумя поклонницами во время вечеринки в ночном клубе в Кирколди, Шотландия. Его отпустили под залог. Менеджер диджея настаивал на том, что обвинения не соответствуют действительности. Basshunter не признал себя виновным по двум обвинениям в сексуальном насилии в отношении двух женщин на слушании в городском суде шерифа 12 января 2011 года. 14 июня 2011 года он был признан невиновным, а шериф назвал двух обвинителей не заслуживающими доверия и ненадежными, а их показания неправдоподобными.

## Дискография
Студийные альбомы
- The Bassmachine (2004)
- LOL <(^^,)> (2006)
- Now You’re Gone — The Album (2008)
- Bass Generation (2009)
- Calling Time (2013)